# 7082 La Serena
7082 La Serena eller 1987 YL1 är en asteroid i huvudbältet som upptäcktes den 17 december 1987 av den belgiske astronomen Eric W. Elst och den chilenska astronomen Guido Pizarro vid La Silla-observatoriet. Den är uppkallad efter den chilenska staden La Serena.
Asteroiden har en diameter på ungefär 9 kilometer.